# Полынцева, Таисия
Таисия Полынцева (род. 1984) — российская биатлонистка, чемпионка России. Мастер спорта России по лыжным гонкам и биатлону.

## Биография
Воспитанница ДЮСШ г. Лесосибирска Красноярского края, тренеры — Сергей Тимофеевич Кузнецов и
Сергей Владимирович Диордица. На соревнованиях представляла Красноярский край.
В лыжных гонках становилась призёром краевых соревнований.
В 2006 году стала чемпионкой России по биатлону в гонке патрулей в составе сборной Красноярского края. По разным данным, всего на чемпионате России 2006 года завоевала две золотые медали или одну золотую и одну серебряную.
Летом 2006 года была на просмотре в сборной Белоруссии, однако не подошла команде.
Во второй половине 2000-х годов завершила спортивную карьеру. Дальнейшая судьба неизвестна.